# Mont Kamuishiri
Le mont Kamuishiri (神居尻山, Kamuishiri-yama) est une montagne des monts Kabato au Japon culminant à 947 m sur le territoire de la ville de Tōbetsu en Hokkaidō. Le mont Pinneshiri, le mont Kamuishiri et le mont Machine sont ensemble appelés « les trois montagnes de Kabatoe » (樺戸三山, Kabato Sanzan).